# Echus Chasma
Echus Chasma est une vallée à fortes pentes martienne situé par 2,47° N, 280,04° E.
Echus Chasma est donc situé entre : au nord de Valles Marineris et au sud Kasei Valles. Selon une hypothèse répandue[Laquelle ?], Echus Chasma aurait été un lac dont la vidange aurait creusé le chenal des Kasei Valles.
Il est possible qu'il y a plusieurs milliards d'année, quand Mars avait encore une atmosphère, et de l'eau liquide à sa surface, que d’immenses cascades de près de 4 kilomètres de haut se jetaient depuis le haut de cette vallée dans le chenal Kasei Valles.